# Baltischer Schild

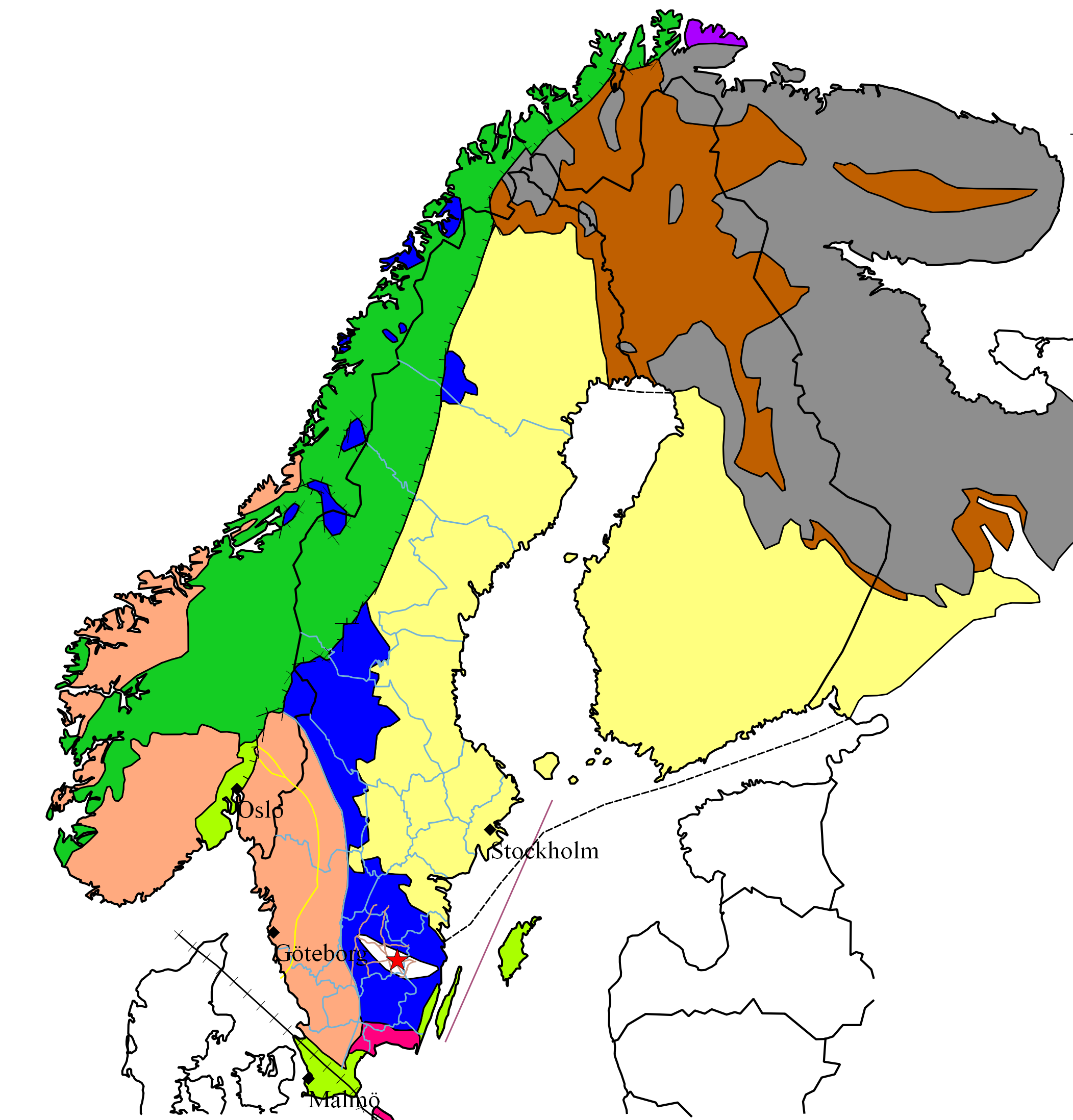
Karte der geologischen Provinzen Fennoskandias
Baltischer Schild:
Archaikum der Kola-Halbinsel und Kareliens
Proterozoikum der Kola-Halbinsel und Kareliens
Svekofenniden
Transskandinavischer Magmatitgürtel
Danopoloniden
Svekonorwegiden
Sonstige geologische Einheiten:
Skandinavische Kaledoniden
Nicht-metamorphes Neoproterozoikum der Varanger-Halbinsel
Ungefaltetes Phanerozoikum

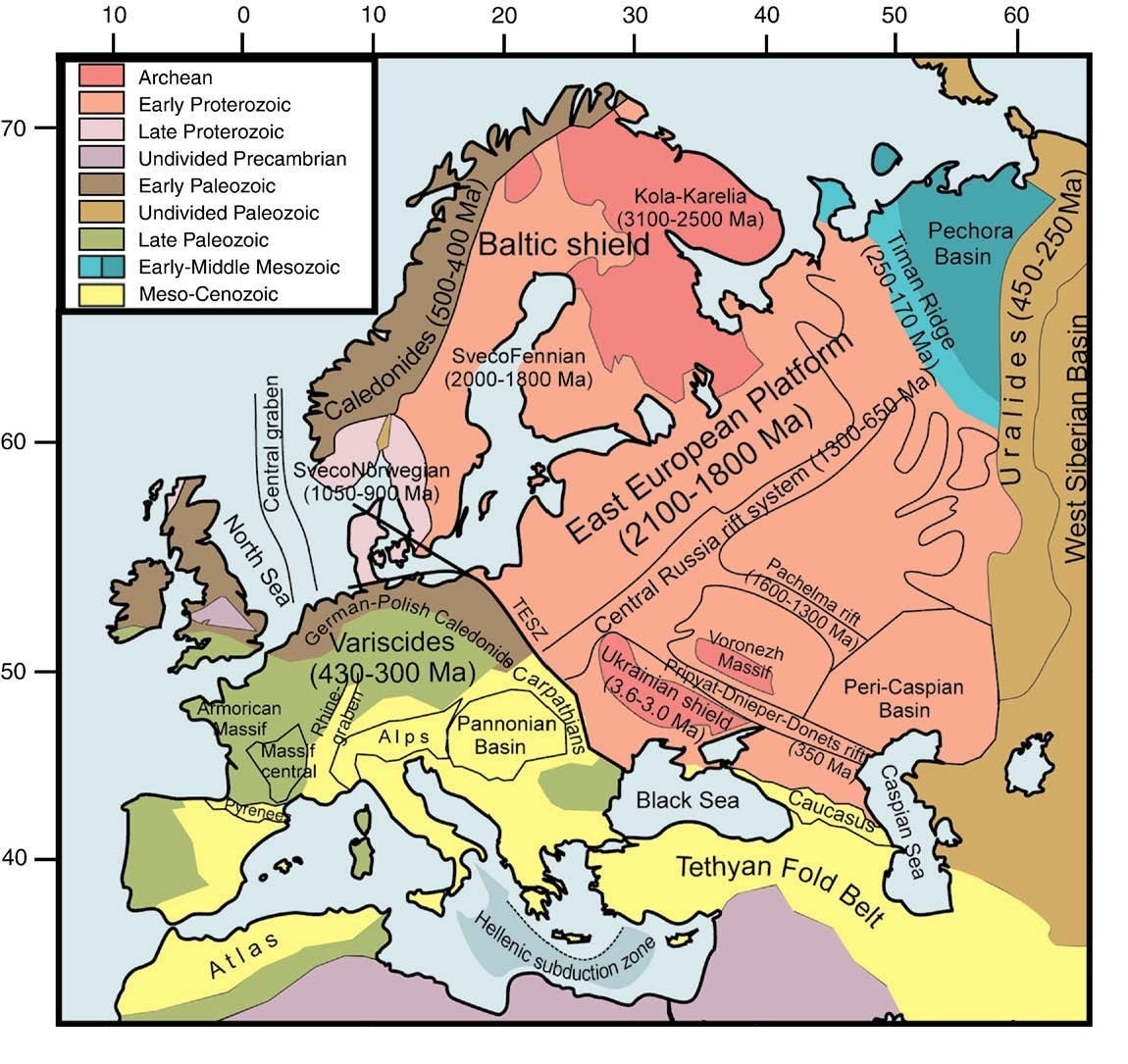
Baltischer Schild (Baltic shield) im tektonischen Rahmen Europas.

Baltischer Schild oder Fennoskandischer Schild ist der nördliche freiliegende Teil des Osteuropäischen Kratons. Er umfasst einen großen Teil von Fennoskandinavien, Nordwestrussland und der nördlichen Ostsee. Im Südosten taucht der Baltische Schild unter das phanerozoische Deckgebirge des Osteuropäischen Kratons, die Osteuropäischen Tafel, ab. Der Baltische Schild ist aus Kristallingesteinen (Gneisen, Granitoiden, kristallinen Schiefern) aufgebaut, deren Metamorphose- und Kristallisationsalter die Formierung Ur-Europas (Baltica) aus einzelnen Kleinkontinenten (Terranen) während des Präkambriums dokumentieren.

## Entstehung
Die früheren, vor mindestens einer Milliarde Jahren aufgefalteten Gebirge wurden seit ihrer Entstehung zu einem relativ flachen Rumpfgebirge erodiert (siehe auch Schild (Geologie)).
Der Baltische Schild umfasst den größten Teil der Skandinavischen Halbinsel (außer dem Skandinavischen Gebirge), Finnland, Ostkarelien und die Halbinsel Kola. Der Festlandskern wurde durch mehrfache präkambrische Faltungen und Metamorphosen fest verschweißt.
Der Baltische Schild war zumindest das gesamte Phanerozoikum hindurch stets in moderater Hebung und daher ein Hochgebiet. Die Auflast des Kilometer dicken Eispanzers, der den Schild im Verlauf der vergangenen zwei Millionen Jahre (Pleistozän) immer wieder bedeckte, bewirkte jedoch ein leichtes Einsinken der Erdkruste in den Erdmantel. Seit dem erneuten Verschwinden des Eispanzers vor etwa 10.000 Jahren hebt sich der Schild wegen der verminderten Drucklast verstärkt (Postglaziale Landhebung), was an den Küsten der Ostsee deutlich sichtbar ist. Dieser Effekt lässt geophysikalische Rückschlüsse auf die Elastizität des Oberen Erdmantels zu.

## Tektonische Gliederung
Aufgrund der vorwiegend hochgradig metamorphen Gesteine des Baltischen Schildes war die Entschlüsselung seiner geologischen Geschichte lange Zeit erschwert. Erst durch den Einsatz radiometrischer Datierungsmethoden gelang es, die tatsächlichen Altersverhältnisse innerhalb des Baltischen Schildes zu rekonstruieren. Damit wurde festgestellt, dass der Baltische Schild aus mehreren Gesteinsprovinzen verschiedenen Alters zusammengesetzt ist, die verschiedene Gebirgsbildungszyklen (Orogenzyklen) repräsentieren.
Die ermittelten radiometrischen Altersdaten ermöglichten eine Unterteilung des Baltischen Schildes von Nordost nach Südwest in folgende Bereiche:
- Saamiden – Orogenetische Prägung überwiegend zwischen 2,6 und 2,8 Ga (besonders Halbinsel Kola, Karelien und das östliche Zentralfinnland)
- Belomoriden – Prägung vor rund 2 Ga (Lage innerhalb der Saamiden im Bereich des Weißen Meeres)
- Svekokareliden – Prägung vor rund 1,8 Ga, weitere Unterteilung in Kareliden im Norden und Svekofenniden im Süden (SW-, NW-Finnland und NO-Schweden)
- Svekonorwegiden – Prägung vor rund 1 Ga (SW-Schweden und Südnorwegen)